# Bayemlikok
Bayemlikok ou Bayem Likok est une divinité de l'omnipotence dans la spiritualité du peuple Bassa pour désigner Dieu.

## Mythologie
Bayemlikok se réfère à une masse écrasante et puissante contrairement à l'impuissance, à la petitesse et à l’intelligence limitée de homme. C'est une divinité insondable et insaisissable.